# Parafia św. Bartłomieja Apostoła w Sitańcu
Parafia Świętego Bartłomieja Apostoła w Sitańcu – parafia rzymskokatolicka znajdująca się w dekanacie Sitaniec, w diecezji zamojsko-lubaczowskiej. 
Parafia została erygowana w II połowie XV wieku.
Do parafii należą wierni z następujących miejscowości: Białobrzegi, Bortatycze-Kolonia, Bortatycze, Chyża Kolonia, Chyża, Łapiguz, Sitaniec, Sitaniec-Błonie, Sitaniec-Kolonia, Sitaniec-Osiedle, Sitaniec-Wolica, Stare Wysokie i Wysokie.
Liczba mieszkańców: 4750.